# Mandevilla holstii
Mandevilla holstii är en oleanderväxtart som beskrevs av G. Morillo. Mandevilla holstii ingår i släktet Mandevilla och familjen oleanderväxter. Inga underarter finns listade i Catalogue of Life.